# Archiscultura
Archiscultura è un termine utilizzato nella riflessione sull'architettura e sulla scultura contemporanee, con diversi significati.
Sono state definite con questo termine sia opere di architettura, con forti valori visivi, che si ponessero come opere di scultura a sé stanti, sia opere di scultura spesso di dimensioni monumentali, nelle quali, in diversi modi l'artista si proponeva di indagare i rapporti con le forme architettoniche, nell'ambito delle tre dimensioni.
Una mostra con questo titolo è stata aperta in diverse sedi (Fondazione Beyler a Riehen, presso Basilea, in Svizzera, Kunstmuseum di Wolfsburg in Germania e Guggenheim Museum a Bilbao in Spagna) tra la fine del 2004 e gli inizi del 2006 (sottotitolo: Dialoghi tra architettura e scultura dal XVIII secolo ai giorni nostri): la mostra si proponeva di indagare i rapporti tra le due arti, a partire dalle forme elaborate dagli architetti grazie alle innovazioni offerte dalle tecnologie digitali e dallo sviluppo di nuovi materiali, ponendo accanto ai modelli architettonici opere di scultori noti, evidenziandone i rapporti con l'architettura contemporanea.
Nello stesso periodo (2004-2005) si è tenuta presso il Palazzo ducale di Genova la mostra Arti & Architettura 1900/2000, che esponeva dipinti e sculture che richiamassero soggetti architettonici e parallelamente opere architettoniche con forte componente visuale.